# Hrpelje-Kozina község
Hrpelje-Kozina község (szlovén nyelven Občina Hrpelje-Kozina) Szlovénia 212 alapfokú közigazgatási egységének, azaz községének egyike az Obalno-kraška statisztikai régióban. Adminisztratív központja Hrpelje település. A községben Krvavi Potok településnél található az Olaszországba vezető egyik legfontosabb határátkelőhely. Az olasz oldalon a Trieszt melletti San Dorligo della Valle település található. A község Olaszországgal és Horvátországgal is határos.   

## A községhez tartozó települések
A községhez Hrpelje székhelyen kívül a következő települések tartoznak:
- Artviže
- Bač pri Materiji
- Beka
- Brezovica
- Brezovo Brdo
- Golac
- Gradišče pri Materiji
- Gradišica
- Hotična
- Javorje
- Klanec pri Kozini
- Kovčice
- Kozina
- Krvavi Potok
- Markovščina
- Materija
- Mihele
- Mrše
- Nasirec
- Obrov
- Ocizla
- Odolina
- Orehek pri Materiji
- Ostrovica
- Petrinje
- Poljane pri Podgradu
- Povžane
- Prešnica
- Ritomeče
- Rodik
- Rožice
- Skadanščina
- Slivje
- Slope
- Tatre
- Tublje pri Hrpeljah
- Velike Loče
- Vrhpolje

## Népesség
| Lakosok száma | 4049 | 4161 | 4256 | 4286 | 4276 | 4354 | 4369 | 4389 | 4534 | 4671 |
|               | 2008 | 2009 | 2011 | 2012 | 2013 | 2015 | 2016 | 2017 | 2019 | 2020 |